# Palastgärten unter der Prager Burg

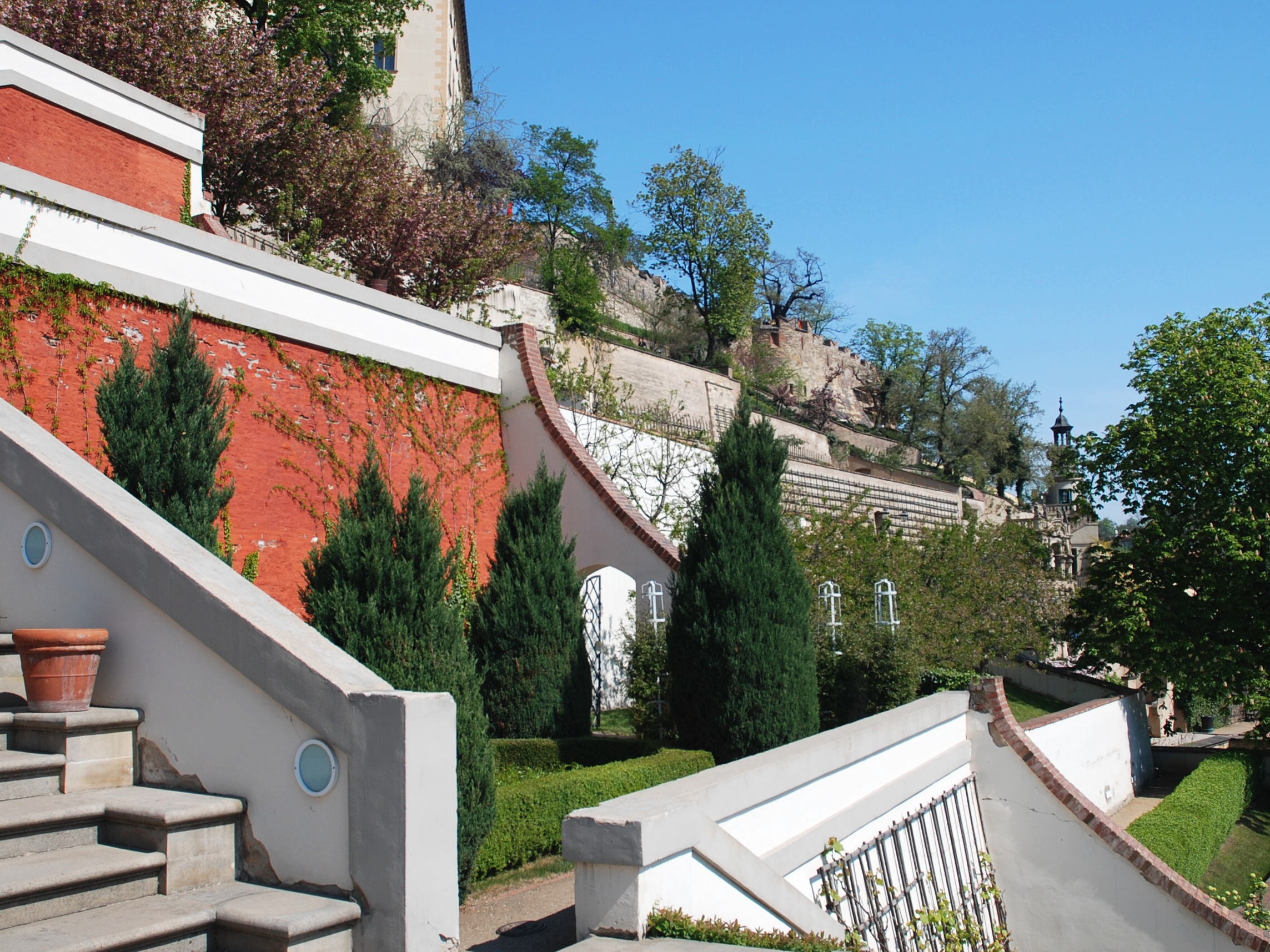
Blick aus dem Ledebur-Garten

Palastgärten unter der Prager Burg (tschechisch Palácové zahrady pod Pražským hradem) ist die Bezeichnung für ein Areal am steilen Südhang unterhalb der Prager Burg im Stadtteil Kleinseite. Es besteht aus mehreren miteinander verbundenen terrassenartig angelegten historischen Gärten. Die Gärten sind durch Mauern abgegrenzt, es gibt aber Verbindungen durch Tore und Treppen. Außer diesen Gärten gibt es noch die Gärten der Prager Burg, die sich in unmittelbarer Nachbarschaft der Burg befinden.
Von den oberen Terrassen eröffnet sich dem Besucher eine herrliche Aussicht auf die Prager Kleinseite und die Altstadt. In der Sala terrena (Gartensaal) des Ledebur-Gartens gibt es im Sommer klassische Konzerte. Die Palastgärten werden seit 1993 von der Nationalen Denkmalbehörde verwaltet, die ihren Sitz im Ledebur-Palais hat. Alle Gärten gehören seit 1992 zum UNESCO-Weltkulturerbe.

## Geschichte
Nachdem im 16. Jahrhundert die Verteidigungsfunktion der südlichen Burgbefestigung abnahm und die Mauer abgetragen wurde, haben Prager Adelige die freigewordenen Flächen erworben und nach und nach Paläste erbaut und Gärten angelegt, welche der Erholung ihrer Besitzer dienten. Die Gärten wurden zuerst im italienischen Renaissance-Stil gebaut. Nach Verwüstung durch die Schweden im Jahr 1648 wurden sie später im Barockstil wiederaufgebaut. Es entstanden Terrassen mit reich verzierten Balustraden, symmetrisch angeordneten dekorativen Treppen, Statuen, Loggien, Pavillons, Brunnen und Fontänen.
Im 20. Jahrhundert verfielen die Gärten und mussten Anfang der 1970er Jahre wegen ihres baufälligen Zustandes geschlossen werden. Anfang der 1990er Jahre begann man schrittweise mit einer grundlegenden Sanierung. Nach Abschluss der ersten Phase wurden 1995 der Ledebur-Garten und der Kleine Pálffy-Garten wiedereröffnet, 1997 folgte der Große Pálffy-Garten und 2000 der Kolowrat-Garten und der Kleine Fürstenberg-Garten. Die feierliche Eröffnung der rekonstruierten Gärten fand im Rahmen des Projektes "Prag – europäische Kulturstadt 2000" statt. In der letzten Phase wurden in den Jahren 2006–2008 die Terrassen des Großen Fürstenberg-Gartens saniert. Weitere Sanierungen der Palastgärten erfolgten in den Jahren 2017–2021.

## Palastgärten

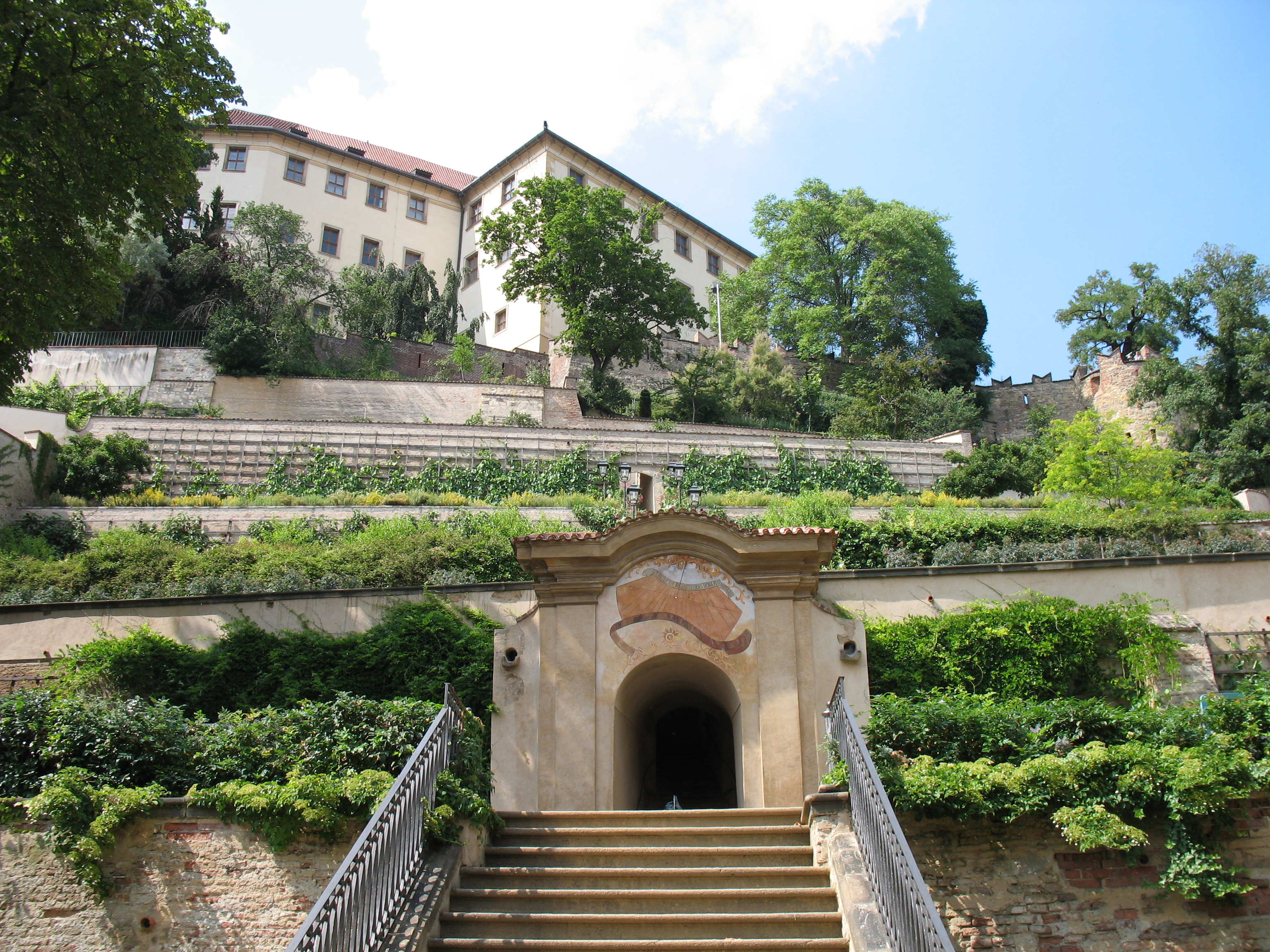
Großer Pálffy-Garten, Portal der Tunneltreppe mit der Sonnenuhr.

Zum Komplex der Palastgärten gehören die folgenden Gärten:
- Ledebur-Garten (Ledeburská zahrada) ist nach Graf Adolf von Ledebur aus dem böhmischen Zweig der Familie benannt, der das früher erbaute Palais 1852 erwarb. Der Garten wurde ebenfalls früher angelegt.
- Pálffy-Gärten, bestehend aus dem Großen Pálffy-Garten (Velká Pálffyovská zahrada) und dem Kleinen Pálffy-Garten (Malá Pálffyovská zahrada), ist nach Familie Pálffy benannt, der die Gärten seit 1883 gehörten. Der Garten wurde 1752 neu angelegt und ersetzte frühere Anlagen an gleichem Ort.
- Kolowrat-Garten (Kolovratská zahrada) ist mit nur 700 m² Fläche der kleinste Palastgarten. Er entstand bereits im 13. Jahrhundert auf einem steilen Hang zwischen zwei Befestigungsmauern, die vom böhmischen König Ottokar II. Přemysl angelegt wurden. Ende des 18. Jahrhunderts wurde hier ein Palais gebaut, das später in den Besitz des Adelsgeschlechts Kolowrat überging.
- Kleiner Fürstenberg-Garten (Malá Fürstenberská zahrada) wurde 1784–1788 im Rokoko-Stil umgebaut und beheimatet unter anderem zwei Orangerien und eine Loggia mit Aussichtsterrasse.
- Großer Fürstenberg-Garten, mit 1,55 ha der größte Palastgarten, ist nach dem Fürsten Karl Egon II. zu Fürstenberg benannt, der das Anwesen 1822 erwarb. Der Garten hat einen öffentlichen Terrassenbereich und einen nichtöffentlichen Bereich rund um das Fürstenberg-Palais, in dem sich die Botschaft der Republik Polen befindet. Der Große Fürstenberg-Garten ist nicht mit den anderen Palastgärten verbunden. Der Eingang ist von der Straße Valdštejnská neben dem Fürstenberg-Palais und von Staré zámecké schody (deutsch Alte Schlossstiege), dem Zugangsweg zur Burg.[6]

Die miteinander verbundenen Palastgärten (Ledebur-Garten, Pálffy-Gärten, Kolowrat Garten und Kleiner Fürstenberg-Garten) sind von der Straße Valdštejnská durch den Hof beim Kolowrat-Palais zugänglich. Der obere Eingang vom Wallgarten (zahrada Na Valech) auf dem Areal der Prager Burg wurde im Zusammenhang mit den Sicherheitsmaßnahmen auf der Burg geschlossen. Die Palastgärten sind in den Sommermonaten geöffnet.